# 驚異の小宇宙 人体III 遺伝子
『驚異の小宇宙 人体III 遺伝子・DNA』（きょういのしょううちゅう じんたいスリー いでんし ディーエヌエー）は、1999年に放送されたNHKスペシャルの大型企画である。

## 概要
放送開始10周年として企画された『人体』の第3シリーズ。遺伝子研究の最前線について取り扱う。

## 内容
第1集 生命の暗号を解読せよ〜ヒトの設計図〜（1999年5月2日放送）
- 20世紀最大の発見、DNAの構造解明から半世紀―国際プロジェクト「ヒトゲノム計画」は、あと数年で遺伝子に刻まれた10万種類、60億文字の「人体の設計図」の主要部分を解読しようとしている。その急速な進展は、生命誕生の神秘、ガンや老化の仕組み、死のプログラムまでも、次々と明らかにしつつある。いま私たちは人類史上初めて、生命の全容を目の当たりにしようとしているのだ。

第2集 つきとめよ ガン発生の謎〜病気の設計図〜（1999年5月3日放送）
- 遺伝子治療は、ガン撲滅への突破口となるのか?

第3集 日本人のルーツを探れ〜人類の設計図〜（1999年5月4日放送）
- 日本人は、いつ、どこから来たのか?人類の起源は?そしてヒトは進化の過程で、類人猿といつ、どのように枝分かれしたのか?母親を通して子孫に伝えられるミトコンドリアDNAの解読により、日本人を初めとする様々な人種や民族集団の起源や移動の流れを遡り、遙かな時空を越えた、新たなる“人類のドラマ”が語られる。

第4集 命を刻む時計の秘密〜老化と死の設計図〜（1999年8月9日放送）
- ヒトはなぜ、年老いて死を迎えるのか?DNAの端にあって細胞分裂のたびに短くなる“命を刻む時計”「テロメア」、活性酸素からDNAを守る防衛部隊や修復部隊の酵素を生み出す遺伝子、健康で百歳を迎えることができたセンテナリアンの遺伝子や子どものうちに老化が進む早期老化症を引き起こす遺伝子など、老化や寿命に影響を及ぼす遺伝子の驚異のメカニズムを探る。

第5集 秘められたパワーを発揮せよ〜精神の設計図〜（1999年8月10日放送）
- 石橋を叩いても渡らない人、考える前に体が動いてしまう人―多様な性格や行動は脳の活動から生まれる。最近、脳で作用するドーパミンやセロトニンといった神経伝達物質を受け止める受容体などをつくる遺伝子の違いが、心や性格に影響を及ぼしているのではないか、という研究結果が次々に発表されている。体の形づくりとは一味違う、心の働きに深く関わる「遺伝子の設計図」の秘密に迫る。

第6集 パンドラの箱は開かれた〜未来人の設計図〜（1999年8月11日放送）
- 驚異的なスピードで進歩する遺伝子技術。遺伝子治療によりガンやエイズなど難病の克服が期待される反面、自然の摂理に背いた無謀な遺伝子操作が、人類や動植物など多種多様な生命体を、危険な状態にさらす可能性を危惧する声も上がっている。「遺伝子操作」という、禁断の「パンドラの箱」を開けてしまった現代人―迫り来る21世紀は、果たして輝かしい希望の世紀となるのか?それとも、人類は想像もつかない不幸を背負い込むことになるのだろうか。

## 出演者

### 司会進行
- 古屋和雄

### ナレーション
- 山根基世

## スタッフ
- 音楽：久石譲
- 詩（オープニング）：谷川俊太郎
- 朗読：大滝秀治
- 国際制作：ディスカバリー・コミュニケーションズ
- 制作：NHKエンタープライズ21

## 関連商品

### サウンドトラック
| 発売日           | タイトル                                                               | アーティスト名   | 規格品番         | 備考             |
| ポニーキャニオン | ポニーキャニオン                                                       | ポニーキャニオン | ポニーキャニオン | ポニーキャニオン |
| ---------------- | ---------------------------------------------------------------------- | ---------------- | ---------------- | ---------------- |
| 1999年4月28日    | NHKスペシャル 驚異の小宇宙 人体III〜遺伝子・DNA サウンドトラック Vol.1 | 久石譲           | PCCR-00300       |                  |
| 1999年8月4日     | NHKスペシャル 驚異の小宇宙 人体III〜遺伝子・DNA サウンドトラック Vol.2 | 久石譲           | PCCR-00308       |                  |